# Семенюк, Пётр Михайлович
Пётр Михайлович Семенюк (24 января 1899 — ?) — генерал-майор ВС СССР.

## Биография
Белорус по происхождению. Учился в 1912—1915 годах в гимназии Слонима. Эвакуирован в Калугу, где был чернорабочим. С мая 1918 года санитар в губернском военном комиссариате. В рядах РККА с 1919 года, солдат инженерного полка. Член РКП(б) с мая 1919 года, с февраля 1921 года командир сапёрной роты 48-й стрелковой дивизии (Тверь). С июня 1922 года — инспектор по разминированию.
С ноября 1925 года работал в штабе Московского военного округа. Учился в 1932—1937 годах в Военно-инженерной академии имени В.В.Куйбышева, получил квалификацию инженера-механика. В августе 1940 года возглавил отдел в Главном военно-инженерном управлении РККА.
С сентября 1942 года в штабе Закавказского фронта. 12 сентября 1944 года направлен в звании подполковника в Народное Войско Польское, занимал должность помощника начальника инженерных войск. 11 ноября 1944 года приказом НКО СССР произведён в полковники РККА. После войны руководил отделом инженерных войск Министерства народной обороны Польши (с 1 января 1947 года). Заместитель директора военно-технической академии Варшавы по техническим вопросам с 1 апреля 1951 года. Генерал-майор инженерных войск (31 мая 1954) по решению Президиума Совета министров СССР.
С 26 октября 1955 года заместитель командующего инженерных войск Войска Польского по техническим вопросам. Вернулся в декабре 1956 года в СССР.